# Micropsyrassa glabrata
Micropsyrassa glabrata là một loài bọ cánh cứng trong họ Cerambycidae.